# Nicola Charles
Nicola Karen Leach (Bromsgrove, Worcestershire; 22 de diciembre de 1969) conocida como Nicola Charles, es una actriz británica conocida por haber interpretado a Sarah Beaumont en la serie Neighbours.

## Biografía
Nicola es hija de Daniel Burston, quien corrió coches profesionalmente para el equipo "Norton Superbike".
Salió con el actor Scott Michaelson.
Más tarde comenzó a salir con Dan Travers, la pareja se comprometió, sin embargo la relación terminó en 1993.
En marzo de 1993 Nicola se casó con el excampión de kickboxing Sean Cochrane.
El 18 de agosto de 2003 se casó con el actor Jason Barry, la pareja le dio la bienvenida a su primera hija, Freya Lola Sky Barry en enero del 2005 y a su segunda hija Nova Ingrid Maggie Barry el 27 de julio de 2007. Sin embargo se divorciaron el 23 de enero de 2008, en malos términos.
El 22 de noviembre de 2008 Nicola comenzó a salir con el DJ Mark Tabberner, la pareja se comprometió y en julio del 2010 tuvieron su primer hijo, Archie Tabberner. Nicola y Mark se casaron el 1 de junio de 2012 en Caulfield.

## Carrera
Su primer papel importante en la televisión lo obtuvo el 25 de septiembre de 1996 cuando se unió a la exitosa serie australiana Neighbours donde interpreta a Sarah Beaumont hasta el 13 de julio de 1999. Nicola interpretó brevemente a Sarah el 27 de julio de 2005. En abril del 2013 Nicola regresó a la serie Neighbours, y su última aparición fue el 1 de marzo del mismo año luego de que su personaje decidiera regresar a Londres. El 5 de abril de 2016 Nicola regresó a la serie y desde entonces aparece en ella.
En el 2012 se anunció que Nicola participaría en la versión australiana del programa Dancing With The Stars.

## Filmografía

### Series de televisión
| Año                           | Título     | Personaje      | Notas                     |
| ----------------------------- | ---------- | -------------- | ------------------------- |
| 1996 - 1999, 2005, 2013, 2016 | Neighbours | Sarah Beaumont | 220 episodios             |
| 2004                          | Doctors    | -              | episodio "Four Year Itch" |

### Películas
| Año  | Título            | Personaje   | Notas                                                          |
| ---- | ----------------- | ----------- | -------------------------------------------------------------- |
| 2010 | For Christ's Sake | Mary Murphy | junto a William Morgan Sheppard                                |
| 2000 | Muggers           | Belinda     | junto a Matt Day, Petra Yared, Chris Haywood & Marshall Napier |

### Apariciones
| Año | Programa      | Notas        |
| --- | ------------- | ------------ |
| -   | Animal Rescue | presentadora |